# Anacroneuria flavolineata
Anacroneuria flavolineata är en bäcksländeart som beskrevs av Jewett 1958. Anacroneuria flavolineata ingår i släktet Anacroneuria och familjen jättebäcksländor. Inga underarter finns listade i Catalogue of Life.